# ニョン駅
ニョン駅（ベトナム語：Ga Nhổn / Ga 呠）はベトナムのハノイ市バクトゥリエム区にある、ハノイ・メトロ3号線の駅。駅番号は「T3-S01」。

## 歴史
2024年8月8日 - 3号線のニョン〜カウゼイ間開通に合わせて開業。

## 駅構造
カウディエン通り上に駅舎がある、相対式ホーム2面2線を有する高架駅。2階が改札階、3階がホーム階となっている。渡り線は引き上げ線（車庫）側にあるため、ホームで直接カウゼイ方面に折り返すことはできず、ニョン駅に到着した列車は全て回送電車として引き上げ線へ入線して折り返しを行う。

### のりば
| 番線 | 路線  | 行先         | 備考                                                     |
| ---- | ----- | ------------ | -------------------------------------------------------- |
| 1    | 3号線 | ハノイ駅方面 | 実際にはカウゼイ行き。カウゼイから先ハノイ方面は未開通。 |
| 2    | 3号線 | 到着用ホーム |                                                          |

## 駅周辺
- ハノイ工業大学（英語版、ベトナム語版）
- ニョン車両基地
- ハノイ交通公共事業専門学校
- ミンカイ市場

## 隣の駅
ハノイ都市鉄道
 3号線
ニョン駅 (T3-S01) - ミンカイ駅 (T3-S02)